# Call Me (píseň, Feminnem)
„Call Me“ je píseň bývalé chorvatsko–bosenské skupiny Feminnem, se kterou reprezentovali Bosnu a Hercegovinu na Eurovision Song Contest 2005.
Bosna a Hercegovina měla jistý postup do finále, a proto v něm vystoupila 21. (před zpěvačkou Natalií Podolskou z Ruska s písní „Nobody Hurt No One'“ a po skupině Vanilla Ninja s písní „Cool Vibes“ reprezentující Švýcarsko). Celkem získali v hlasování 79 bodů a umístilise na 14. místě z 24 možných a zajistili tak Bosně a Hercegovině přímý postup do finále následující ročník.
Píseň, která je obsažena na debutovém albu Feminnem Show, složil i napsal známý skladatel Andrej Babić.
Na následujícím ročníku Eurovision Song Contest Bosnu a Hercegovinu zastupovala skupina Hari Mata Hari s písní "Lejla".